# Parawubanoides unicornis
Parawubanoides unicornis là một loài nhện trong họ Linyphiidae.
Loài này thuộc chi Parawubanoides. Parawubanoides unicornis được Octavius Pickard-Cambridge miêu tả năm 1873.